# Tessala Lemtaï
Tessala Lemtaï è un comune dell'Algeria, situato nella provincia di Mila.